# 花贡古墓群
花贡古墓群，位于中国广西壮族自治区荔浦县花贡公社大同大队，为一个省级文物保护单位，历史年代为汉～南朝，类型为古墓群，为第二批广西壮族自治区文物保护单位，公布时间为1981年8月25日。